# Cultura maker

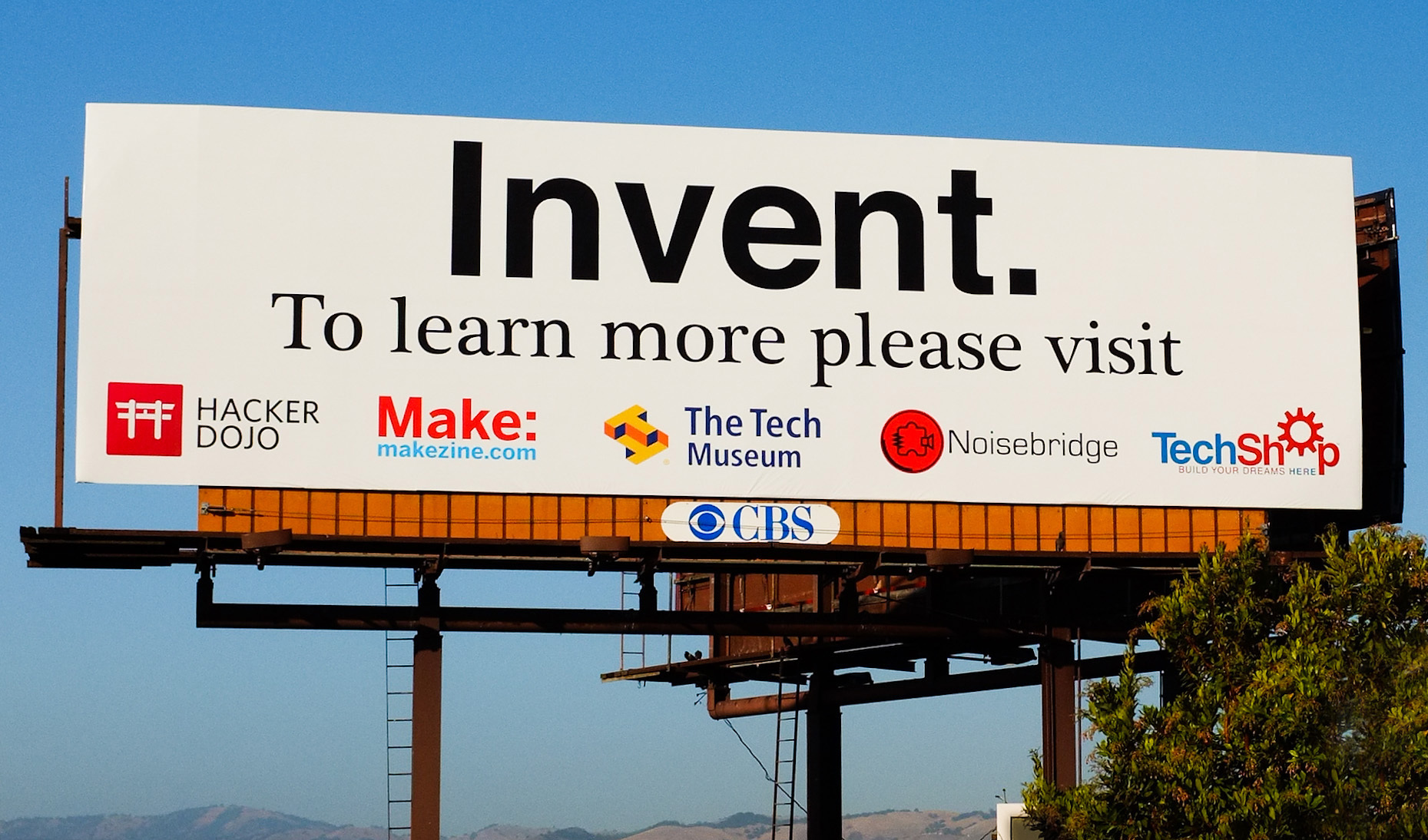
Pancarta de Silicon Valley

La cultura maker és una cultura o subcultura contemporània que representa una extensió tecnològica basada de cultura de DIY (Fes-ho tu mateix). Es vincula amb la cultura hacker (menys relacionada amb els objectes físics i enfocada al programari) i amb la creació de nous dispositius, així com bricolatge d'aquells que ja existeixen. Generalment, la cultura maker, dona suport al maquinari lliure. Els interessos típics de la cultura maker inclouen activitats orientades a l'enginyeria, l'electrònica, robòtica, impressió 3D, i l'ús del control numèric per ordinador, així com activitats més tradicionals com el treball dels metalls, treball de la fusta, i, principalment les habilitats i treballs manuals tradicionals. Aquesta subcultura, subratlla un enfocament del copiar i enganxar sobre les tecnologies d'aficions estandarditzades. També fomenta la reutilització, amb llibres de receptes dels dissenys publicats en llocs web i publicacions adreçades al moviment maker. Hi ha un fort enfocament en l'ús i l'aprenentatge d'habilitats pràctiques per aplicar-les a dissenys de referència. També hi ha un treball creixent sobre l'equitat i la cultura hacklab.

## Èmfasi filosòfica
És un moviment social amb un esperit artesanal. Promoure l'equitat en el moviment, maker és fonamental per al seu èxit en democratitzar l'accés als coneixements STEM: ciència, tecnologia, enginyeria i matemàtiques. Podem considerar també l'experiència de Seymour Papert, que a través de la seva teoria del construccionisme educatiu, aposta per un aprenentatge actiu davant la transmissió magistral del coneixement.
La cultura maker, posa èmfasi en l'autoaprenentatge (aprenentatge actiu) en un entorn social. Així mateix, emfatitza l'aprenentatge informal, en xarxa, revisat per un equip d'experts, i fent servir el treball compartit amb diversió i autorealització. La cultura maker, fomenta el desenvolupament de noves aplicacions tecnològiques i fomenta la intersecció entre espais tradicionals i formes de treballar que tradicionalment exerceixen separadament. Entre altres, hi podrem trobar el treball dels metalls, la cal·ligrafia, la producció cinematogràfica, o la programació d'ordinadors. L'intercanvi del coneixement comunitari generat per les activitats maker, es mostra a través de tecnologies en xarxa, amb llocs web i amb mitjans de comunicació social que esdevenen la base de les fonts de les habilitats adquirides. Aquestes es transmeten a través de canals informatius que comparteixen i intercanvien dades, i es canalitzen a través de reunions socials, i en espais compartits com ara els hacklabs. La cultura maker, ha atret l'interès d'educadors preocupats sobre la desvinculació dels estudiants vers les matèries STEM en entorns educatius formals. Es considera que la cultura maker té el potencial de contribuir a un enfocament més participatiu, i crear nous camins cap a les àrees cientificotècniques que les faran més vives i rellevants per als estudiants.
Alguns diuen que el moviment maker és una reacció a la desvalorització de l'exploració física, i al creixent sentit de desconnexió vers el món físic a les ciutats modernes. Molts productes produïts per les comunitats maker, tenen un enfocament sobre la salut (alimentari), desenvolupament sostenible, ecologisme i cultura local. Des d'aquest punt de vista, aquest moviment també pot ser vist com una resposta negativa als productes d'un sol ús, globalització, producció en cadena, el poder de les cadenes comercials, multinacionals i el consumisme.
Com a reacció a l'augment de cultura maker als Estats Units, Barack Obama va prometre obrir diverses instal·lacions nacionals de recerca i desenvolupament per al públic. A més a més, el govern federal va rebatejar un dels seus centres nacionals com a «Amèrica Makes».
Els mètodes de fabricació digital, abans dominats en exclusiva per les institucions, han fet que la creació a escala personal sigui accessible, seguint la progressió lògica i econòmica similar a la transició dels ordinadors personals als miniordinadors dins la revolució dels microordinadors del 1970s. El 2005, Dale Dougherty va promoure la revista de Make com un instrument perquè la comunitat maker pogués créixer, seguint el 2006 pel llançament de la Make Faire. El terme, encunyat per Dougherty, es va convertir en una indústria de ple dret, basada en el creixent nombre d'activistes del Fes-ho tu mateix que desitgen construir alguna cosa en lloc de comprar-la.
L'arribada del projecte RepRap i la impressió 3D per la fabricació de prototips han impulsat el moviment. La disminució dels costos i una adopció socialment amplia, han obert nous àmbits d'innovació. El fet que hagi esdevingut rendible fer només un element per un prototip (o un nombre reduït d'articles personals), es un enfocament que pot representar el pas de la fabricació personal "al mercat d'una persona".

## Espais maker i labs
L'augment de la cultura maker esta estretament relacionada amb l'increment dels hackerspaces, Fab labs, i altres espais maker, que s'han estès per tot el món, particularment a Alemanya i els Estats Units. Els espais hacker permeten a persones amb mentalitats similars compartir idees, eines i habilitats.

### Estats Units
L'origen dels living labs esta en el Media Lab del Massachusetts Institute of Technology (MIT), creat en els anys 90. S'hi va impulsar una nova manera d'interactuar entre els usuaris de les tecnologies de la informació i la comunicació (TIC) que disposen d'un autèntic potencial de coneixement que desitja compartir amb la societat.
Alguns espais furoner significatius vinculats a la cultura maker inclouen Artisan'ns Asylum, Dallas Makerspace, Noisebridge, NYC Resistor, Pumping Station One, i TechShop. A més, els que s'identifiquen amb aquesta subcultura es poden trobar a universitats més tradicionals amb orientació tècnica, com el MIT i Carnegie Mellon (específicament al voltant de zones de «botigues» com el MIT Hobby Shop i el CMU Robotics Club). Els hackerspaces i els Fab Labs es popularitzen a les universitats i les biblioteques públiques. El govern federal dels Estats Units ha començat a adoptar el concepte d'espais comercials totalment oberts dins de les seves agències, el primer dels quals (SpaceShop Rapid Prototyping Lab) es troba al Centre d'Investigació Ames de la NASA.
Tret dels països del primer món, la cultura maker també està en augment, ja que diversos espais hacker o maker són referents en el paisatge empresarial i educatiu de les seves respectives ciutats. Concretament: HackerspaceSG a Singapur ha estat creada per l'equip que ara lidera l'accelerador més prominent de la ciutat JFDI.Asia. Lamba Labs, a Beirut és reconegut com un espai hacker on la gent pot col·laborar lliurement, en una ciutat sovint dividida entre diferents grups ètnics i religiosos. Xinchejian es el primer espai hacker de la Xina, el qual permet per innovació i col·laboració en un país que es coneix per la seva forta censura a internet.

### Europa
A Europa hi ha al voltant de tres vegades més labs que als Estats Units. El 2006 es va crear una Xarxa Europea de Living Labs (European Network of Living Labs), que facilita l'intercanvi de documentació i bones pràctiques. La Comissió Europea va crear una xarxa d'obradors col·laboratius, promoguda per la DG CONNECT, en col·laboració amb l'Open Innovatioin Strategy and Policy Group (OISPG) fundat per Bror Salmelin.

### Catalunya
A Catalunya s'han impulsat diverses iniciatives, com el FabLab Barcelona, un dels principals laboratoris en disseny, arquitectura i ciutats intel·ligents. Aquest coordina la plataforma Fab Academy, vinculada a la xarxa mundial de FabLabs. Hi ha entre d'altres, el Citilab de Cornellà, creat el 2007, un laboratori ciutadà per a la innovació social i digital en l'àmbit de la cultura i les humanitats; el FabLab de Terrassa, especialitzat en maquinària i programari; els Ateneus de Fabricació Digital de Barcelona; el FabLab de Sant Cugat; el W! Lab Viladecans o la Unitat Tecnològica de Sistemes Avançats de Fabricació d'Eurecat. Dins l'àmbit de la biomedicina hi ha el Living Lab de Salut Irsicaixa, que adopta mètodes recomanats per la Unió Europea com a innovació i recerca responsable, i recerca basada en la participació comunitària. El Govern català ha creat el programa Catlabs que s'integra dins l'Estratègia de recerca i innovació per a l'especialització intel·ligent de Catalunya (RIS3CAT) i el programa Smartcat per implementar les smarts cities en tot el territori en el marc dell Pacte Nacional per una Societat Digital.
Amb l'augment de la població en grans ciutats, que es preveu que acullin el 60 % de la població humana pel 2030, els espais hacker, fablabs i makerspaces, probablement guanyaran adeptes, ja que són llocs perquè els emprenedors locals es puguin reunir i col·laborar, aportant solucions locals al medi ambient, societat o qüestions econòmiques. L'Institut for the Future parla d' «un joc en línia obert i col·laboratiu, per generar idees sobre com els ciutadans estan canviant treball, producció, governança, aprenentatge, benestar i els seus barris, amb objectius de futur». Hi ha bases de dades per localitzar els centres.

## Eines i maquinari

### Núvol
La informàtica al núvol té una família d'eines en servei del moviment creador, que permet una major col·laboració, flux de treball digital, fabricació distribuïda (és a dir, la descàrrega de fitxers que es tradueixen directament en objectes a través d'un procés de fabricació digitalitzat) i economia col·laborativa. Això, combinat amb el moviment de codi obert ha estat expandint el maquinari lliure, ajudat per un accés fàcil a plans en línia i les llicències de programari.
Es pot trobar repositoris de projectes en el núvol com Appropedia i thingiverse, plataformes col·laboratives controlades com GitHub i wevolver, plataformes d'intercanvi de coneixement com instructables, viquipedia i altres Wikis, incloent WikiHow i wikifab i plataformes per a fabricació distribuïda com shapeways i 100k garatges.

### Ordinadors
Els microcontroladors programables i ordinadors de butxaca com el Arduino, Gerd Pi, BeagleBone Black, i els Galileo i Edison d'Intel, molts dels quals són codi obert, són fàcils de programar i connectar a dispositius com sensors, pantalles, i actuadors. Això redueix la barrera a entrada al desenvolupament de maquinari. Combinat amb el núvol, aquesta tecnologia facilita l'internet de les coses.

### Fabricació digital
El maquinari d'impressió en 3D permet la fabricació domèstica en diversos plàstics i metalls. En combinació amb la microelectrònica de codi obert i el bricolatge, es poden crear impressores 3d autoreplicants, com ara RepRap. La fabricació digital també inclou diverses tecnologies de fabricació subtractives, com per exemple. Tallat làser, control númèric per ordinador, i tricotoses.
Per a la fabricació digital ha menester eines de disseny digital, com Solidworks, Autodesk, i Rhinoceros 3D. Autodesk és un programari fàcil i gratuït per a empreses emergents i persones privades. Onshape i Tinkercad són programari de disseny digital en línia.
Els repositoris de projectes en línia fan que moltes parts estiguin disponibles per a la fabricació digital, fins i tot per a persones que no poden fer el seu propi treball de disseny. Opendesk és un exemple d'una empresa que ha fet negocis mitjançant el disseny i l'allotjament de projectes per a la fabricació digital distribuïda.

### Plataformes de finançament
Patreon I Kickstarter són dues plataformes de finançament per al moviment maker.

### Màquines i eines manuals
La cultura maker no tracta només de noves tecnologies digitals. Fa servir també les màquines analògiques i tradicionals. Sovint més familiars i accessibles, cosa que és clau per a la cultura maker. En molts llocs i projectes on les eines de fabricació digital no són adequades, les màquines si que ho són.

## Altres tipus de maker
La cultura maker implica molts tipus de fabricació. En aquesta secció es revisen alguns dels tipus mes importants.

### Equipament científic amateur
Es tracta d'implicar la construcció d'instruments científics per a la ciència ciutadana o laboratoris de codi obert. Amb l'arribada de la fabricació digital de baix cost, cada vegada és més habitual que els científics i els aficionats fabriquin els seus propis aparells a partir de dissenys de maquinari lliure. Docubricks és un dipòsit de maquinari científic de codi obert.

### Biologia, alimentació i compostatge
Alguns exemples de cultura maker en producció alimentària inclouen l'enfornat, elaboració casolana de begudes alcohòliques, vinificació, torrefacció casolana de cafè, oli vegetal combustible, confitures, salsitxes, fabricació de formatge, Iogurt i producció de rebosteria. Això també es pot estendre a l'agricultura urbana, compostatge i biologia sintètica.

### Roba
La confecció de roba pot incloure costura i talls de models basats en el moviment Fes-ho tu mateix. La confecció de roba també pot incloure vestits i accessoris de punt. Alguns treballadors de punt de mitja poden utilitzar màquines de teixir amb diferents graus de dibuix automàtic. Les màquines de cosir completament electròniques es poden connectar a ordinadors amb programari de disseny assistit per ordinador. Les plaques Arduino s'han connectat a màquines de teixir electròniques per automatitzar encara més el procés. Free People, un detallista nord-americà de roba per dones joves, organitza nits d'artesania.

### Cosmètics
La cosmètica és un altre sector tocat per el moviment: perfums, cremes, locions, xampús, i ombres d'ull.
L'ormeig per cosmètics inclouen vasos de precipitats, balances digitals, termòmetres de laboratori, indicadors de paper de pH, varetes de vidre, rasquetes de plàstic, i esprais per desinfectar.
Els perfums poden ser creats a casa amb etanol (96 %, o fins i tot vodka o Everclear), olis essencials o olis de fragància, olis d'infusió, fins i tot extractes de sabors (com extracte de vainilla pura), aigua destil·lada o aigua mineral i glicerol. Els envasos poden incorporar ampolles de vidre, pots de vidre, gerros mesuradors, culleres mesuradores, un comptagotes, embuts, i floret d'alumini o paper per embolicar.

### Instruments musicals
El concepte d'instruments casolans i experimentals en música té les seves arrels abans del moviment maker, des de complicats experiments amb figures com les de Reed Ghazala, o les de Michel Waisvisz, pioner de projectes amb microcircuits com el Cigar box guitar. Bart Hopkin va publicar la revista els Experimentals Musical Instruments durant 15 anys, seguida d'una sèrie de llibres sobre construcció d'instruments. Organitzacions com Zvex, CUC, STEIM, Death by Audio, i Casper Electronics s'adapten a l'audiència del bricolatge, mentre que músics com Nicolas Collins i Yuri Landman creen i actuen amb instruments personalitzats i experimentals.

#### Sintetitzadors "Fes-ho tu mateix"
Quan encara vivia a casa, Hugh Le Caine va començar un interès per la música electrònica i la generació de so. El 1937 va dissenyar un orgue electrònic de canya lliure i, a mitjan anys quaranta, va construir el Sackbut Electrònic, reconegut ara com un dels primers sintetitzadors. El 1953, Robert Moog va produir el seu propi disseny theremin, i l'any següent va publicar un article sobre theremin a Radio and Television News. En el mateix any, va fundar RA Moog, venent theremins i kits a través de venda per catàleg des de casa seva. Un dels seus clients, Raymond Scott, va reconvertir el theremin de Moog per al control per teclat, creant el Clavivox. John Simonton va fundar PAiA Electrònica a Oklahoma City el 1967 i va començar a oferir diversos petits equips electrònics a través de la venda per catàleg. A partir de 1972, PAiA va començar a produir kits de sintetitzadors analògics, tant en forma modular com en forma única.

### Estrismaker
Els que participen de la cultura maker poden també crear o fabricar les seves eines pròpies. Això inclou ganivets, eines manuals, torns, impressores 3D, i els instruments per treballar la fusta, etc.

### Vehicles
Un kit car, també conegut com a "cotxe de component", és un automòbil disponible com a conjunt de peces que el fabricant ven i el mateix comprador les munta. La personalització de cotxes pot incloure la conversió a vehicles elèctrics.
També hi ha motocicletes i conversions. Com a exemples: Tinker Bike és un kit de motocicletes de codi obert adaptable amb components reciclats. NightShift Bikes és un petit projecte que permet la conversió de motocicletes elèctriques personalitzades.
Les bicicletes, també, tenen una comunitat maker. Les bicicletes altes que fabriquen des de Zengra Bros' en són un exemple. Els tallers de bicicletes comunitàries són un tipus específic de hacklab.

## Mitjans de comunicació
MAKE (una revista publicada des de 2004 per O'Reilly Media), es considerada com un "òrgan central del moviment maker", i el seu fundador, Dale Dougherty, se'l considera com el fundador del moviment. Altres mitjans de comunicació associats al moviment inclouen Wamungo, Hackaday, Makery, i el popular weblog Boing Boing. L'editor de Boing Boing Editor Cory Doctorow ha escrit una novel·la, Makers, que descriu com "un llibre sobre persones que hackegen maquinari, models de negoci i règim de vida per descobrir maneres de mantenir-se vius i feliços fins i tot quan l'economia està caient a través del bany".
El 2016 Intel va patrocinar un reality de TV, America's Greatest Makers, on 24 equips d'addictes al moviment maker competien per 1 milió de dòlars.

## Esdeveniments maker
Des de 2006 aquesta subcultura ha organitzat esdeveniments regulars a tot el món. Per exemple, el Maker Faire, que el 2012 va atraure una multitud de 120,000 assistents. Les fires maker mes petites, dirigides per la comunitat maker són també organitzades en diversos llocs, particularment on encara no s'hagi organitzat una de les patrocinades per O'Reilly. Maker Faire proporciona un kit d'inici de Mini Maker Faire per fomentar la difusió dels esdeveniments locals maker.
Després del model Maker Faire, es van produir esdeveniments similars que no utilitzen la marca Maker Faire al voltant del món.

## Festival de pel·lícules maker
Un festival de cinema maker va tenir lloc l'agost de 2014 al Powerhouse Science Center de Durango a l'estat de Colorado.

## Biblioteques i espais maker
Les biblioteques son espais ideals per crear espais maker per la seva vocació de servei públic. Hi ha biblioteques que obren espais dedicats a la creació, difusió i aprenentatge a través de continguts realitzats pels mateixos usuaris. S'hi poden organitzar també tallers formatius.
El moviment maker dona accés a la tecnologia i promou l'alfabetització tecnològica i les permet realitzar les seves idees i projectes. Per això és important que la tecnologia tingui una relació directa amb la seva comunitat, que s'interioritzi la cultura maker (Fes-ho tu mateix) per part de treballadors i col·laboradors, i que s'inciti des de les biblioteques la creativitat de les persones.
Altres característiques que hauria de tenir un espai maker en una biblioteca són: la col·laboració entre entitats culturals i educatives, laboratoris creatius com a instruments de captació d'usuaris potencials, la idea de la biblioteca com a espai de compromís ciutadà que posa a l'abast infraestructures per desenvolupar activitats creatives, la innovació de l'usuari creador de valors i continguts i desenvolupador d'habilitats, i una nova concepció de la biblioteca com a servei transversal que s'adapta a les necessitats del seu nou entorn.
La Fayetteville Free Library de Nova York es considera la primera biblioteca que va apostar per aquest nou enfocament. Lauren Smedley, un estudiant, va proposar d'incorporar-hi una impressora 3D el 2001. El projecte va anar avançant fins a equipar uns 2500 m2 d'espais amb activitats FabLab.

## Crítiques
El moviment maker de vegades ha estat criticat per no complir els seus objectius d'inclusió i democratització. La més famosa d'aquests critiques ha vingut de l'article de Deb Chachra, «Why I Am Not a Maker» (Per què no sóc un maker) a The Atlantic, hi critica la gènesi del moviment, la història i present. Evgeny Morozov també ho ha fet a The New Yorker, desafia el potencial del moviment per democratitzar la innovació. Will Holman ho fa a The Toaster Paradox, sobre els reptes del Fes-ho tu mateix i l'impuls del moviment maker a Thomas Thwaites' the Toaster Project's-
Uns altres critiquen el moviment de no ser ni tan sols un moviment, i diuen que la hipocresia fonamental s'estén per limitar l'abast i l'impacte de tots els aspectes del moviment.